# 足軽

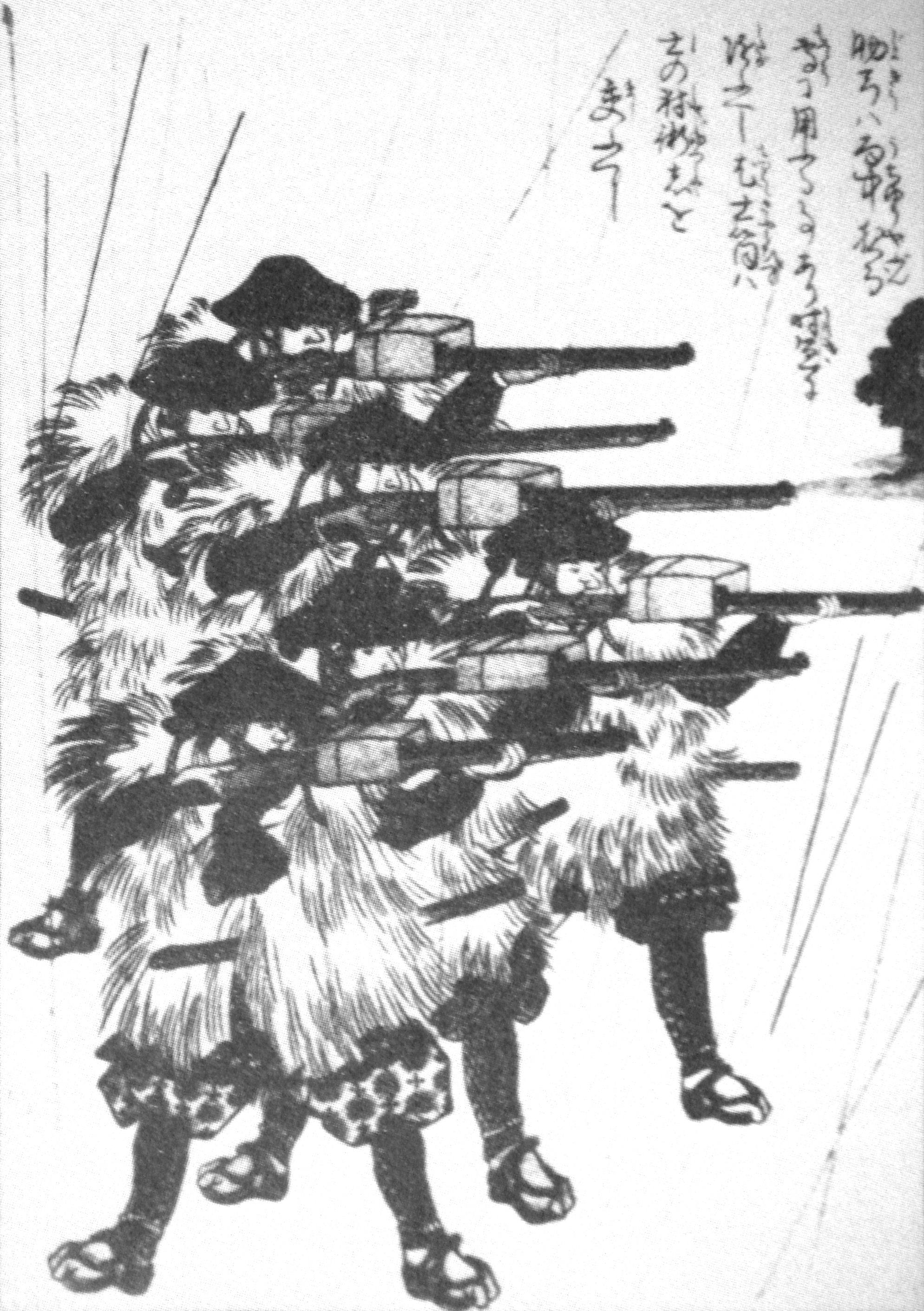
蓑を身に着け、雨中を火縄銃の射撃姿勢をとる足軽

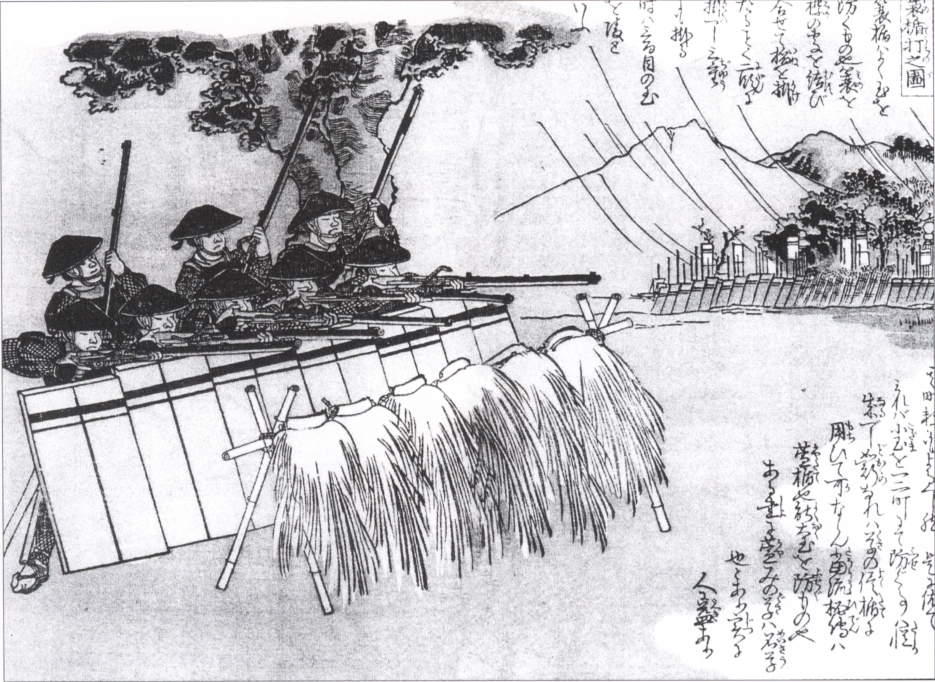
火縄銃の一斉射撃を行う足軽部隊

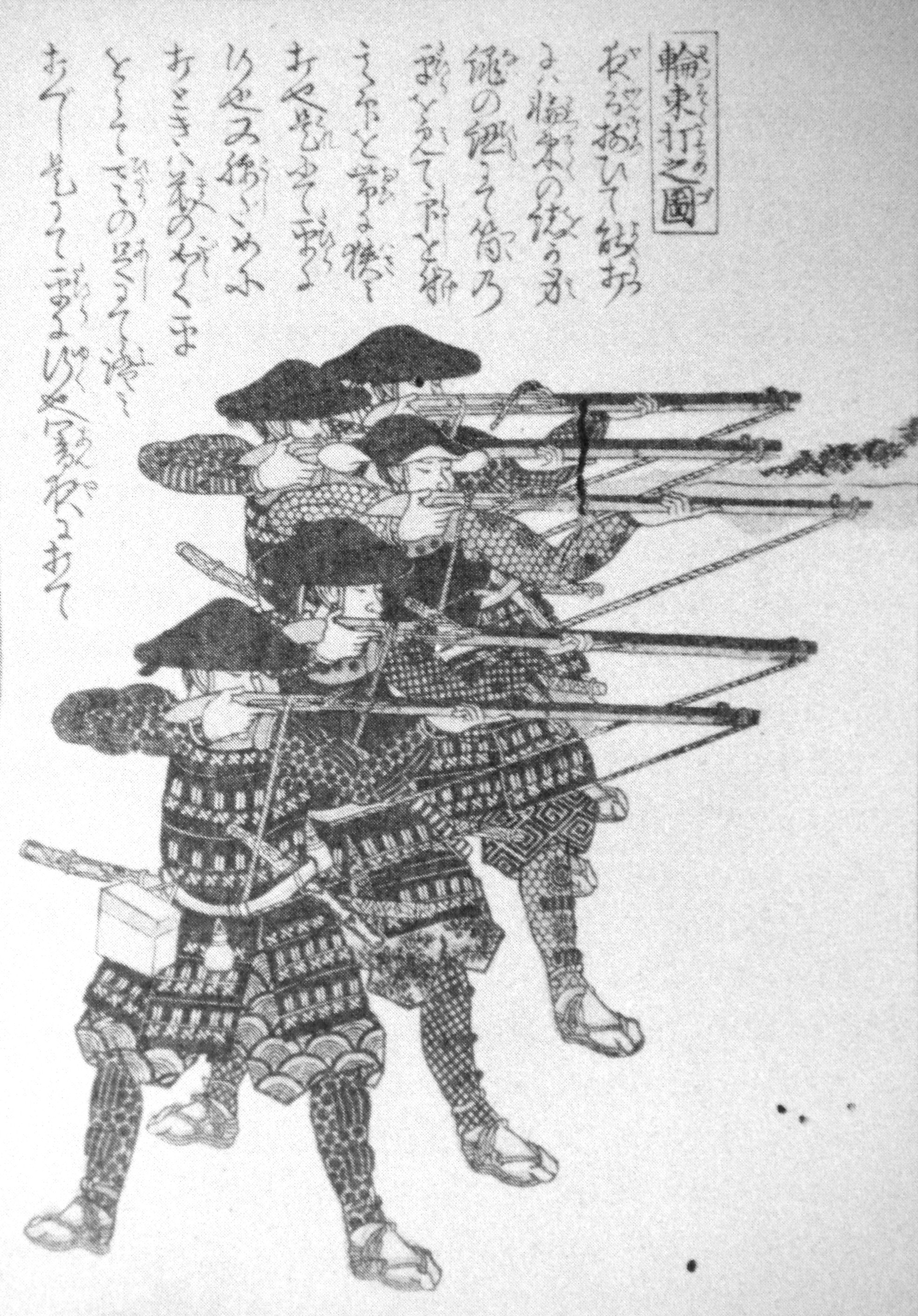
射撃姿勢をとる足軽

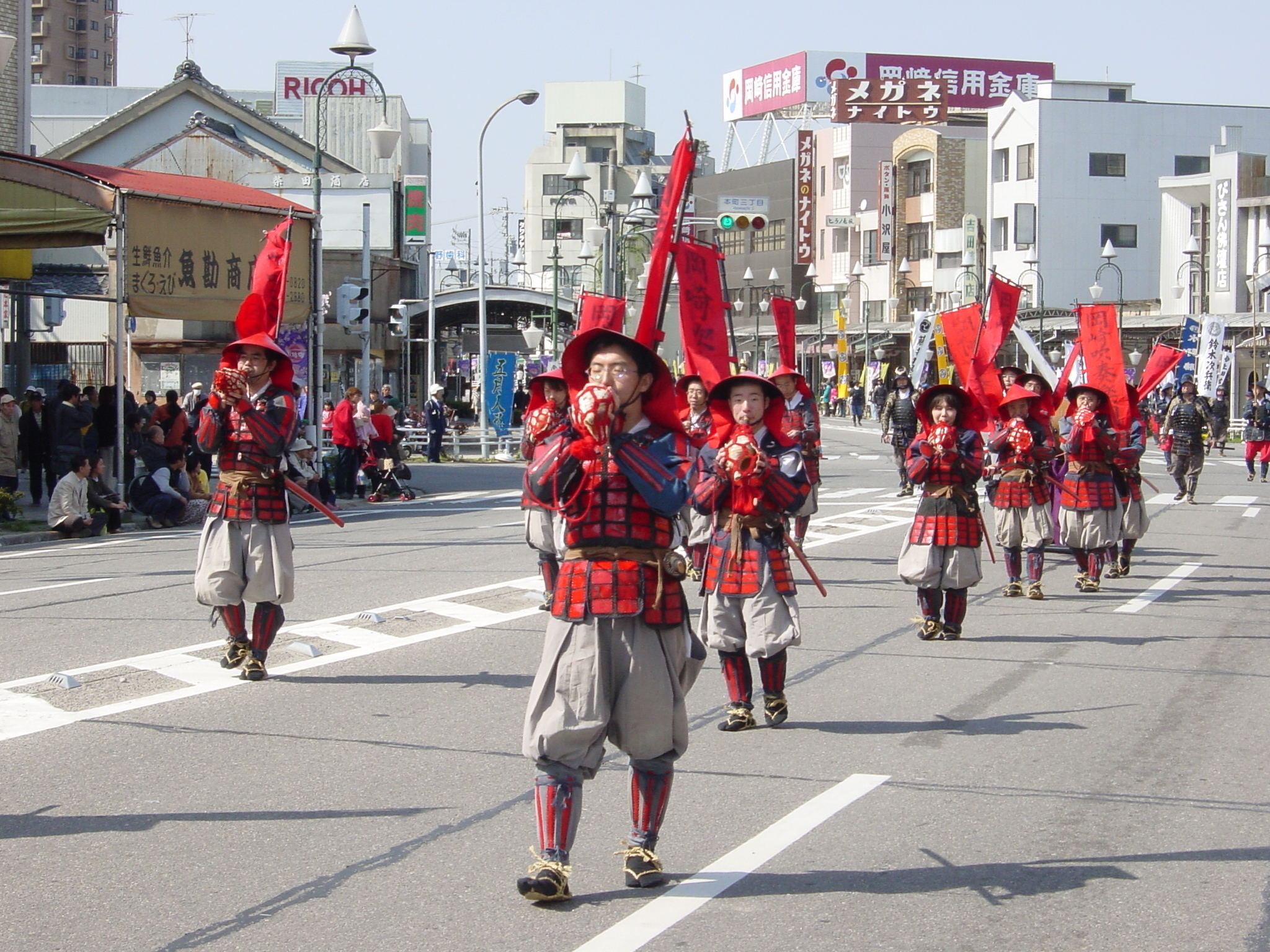
足軽行列のパフォーマンス

足軽（あしがる）は、平安時代から江戸時代にかけての日本に存在した歩兵の一種。

## 平安・鎌倉・室町時代
発生は平安時代とされ、検非違使の雑用役・戦闘予備員として従軍した「下部」が足軽の原型とされる。鎌倉時代中期頃まで、騎馬武者による一騎討ちを原則としたことから、足軽は従者や運搬などの兵站や土木作業に従事させられることが多かった。

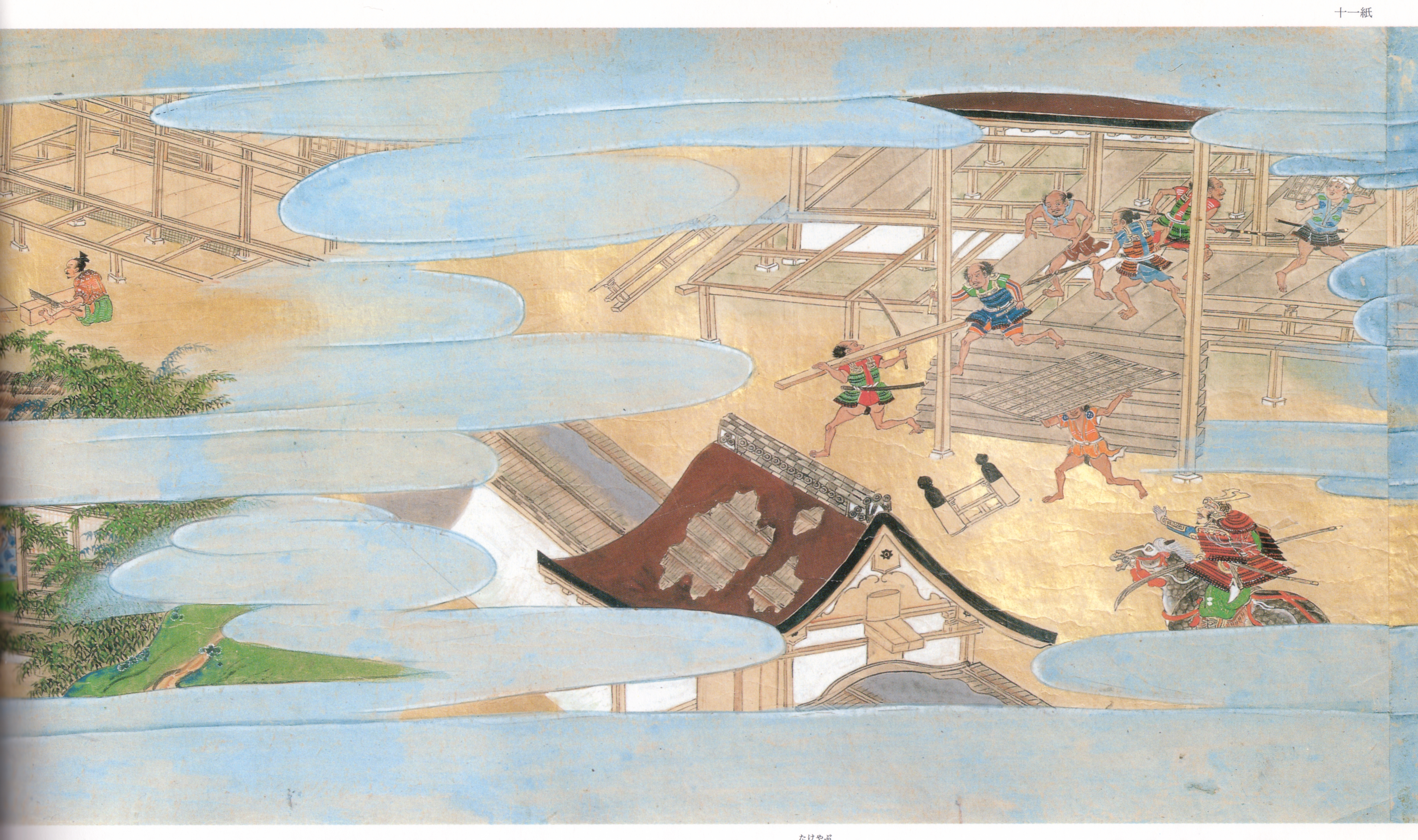
応仁の乱にて、真如堂の建物から建材を略奪する足軽（『真如堂縁起絵巻』）

南北朝時代に悪党の活動が活発化し下克上の風潮が流行すると、伝統的な戦闘形態は個人戦から集団戦へと変化し始め、足軽の活躍の場は土一揆・国一揆にも広まった。応仁の乱では足軽集団が奇襲戦力として利用されたが、足軽は忠誠心に乏しく無秩序でしばしば暴徒化し、多くの社寺、商店等が軒を連ねる京都に跋扈し暴行・略奪をほしいままにすることもあった。
応仁の乱時、東軍の足軽（疾足）300余人が宇治神社を参詣する姿を人々が目撃したものとして、「手には長矛･強弓を持ち、頭には金色の兜や竹の皮の笠、赤毛など派手な被り物をかぶり、冬だというのに平気で肌をあらわにしていた」という。一方で、雲泉太極の『碧山日録』には、「東陣に精兵の徒300人あり、足軽と号す。甲（かぶと）を擐せず、矛をとらず、ただ一剣をもって敵軍に突入す」と記され、兵装に統一性がなかった事がわかる。『真如堂縁起』には、足軽達が真如堂を略奪している姿が描かれているが、兜をつけず、胴具は身につけているものの下半身は褌一枚の者、半裸の者など無頼の姿である。
また、足軽を雇ったのは大名といった武家に限らず、東寺など寺社勢力も自衛のために足軽を雇った。東国では太田道灌が「足軽軍法」という名で活用するが、足軽を直属軍に編成した足軽戦法の祖とされる。

## 戦国時代
これまで足軽は戦闘の主役ではなかったが、戦国時代を迎え集団戦が本格化・大規模化していくと、訓練された長槍・弓・鉄砲の足軽隊が組織され備の主要な部隊として活躍するようになり、足軽の兵力が戦を大きく分けると言われるまでとなった。戦国時代後期には地位も向上して足軽大将の家禄は、200石から500石程度で中級の武士として認められる存在になった。兵卒の身分は依然として武士と農民の間に位置して低かった。
戦国期には歩兵の大集団による集団戦が確立されており、足軽の兵装もそれに沿ったものになっていた。一般的には皮革、あるいは和紙を漆でかためた陣傘（後に鉄板を切り抜き笠状に形成したものにかわった。）、鉄の胴鎧、籠手、陣羽織を装着し、そのほか水筒、鼻紙、布にくるんだ米など（例:糒、握り飯、芋がら縄）を携帯していた。胴鎧に関しては、稀に和紙や皮革、竹でできたものも見ることができるが、現存しているのはほとんどが重量4kg前後の鉄製のものである。
足軽部隊は、槍組足軽、弓足軽、鉄砲足軽などに分類され、多くは集団で隊を編制して小頭の指揮に従った。『雑兵物語』で詳しく当時の生活や操典、心得などを知ることができる。戦国期の足軽は非常に重装備であり、大型の手盾をもたないことを除けば重装歩兵とも比較できる装備を整えていた（ただし、後期になると一部足軽は足軽胴を着用せず、代わりに羽織を用いるようになる）。四国では、足軽のやや上位に一領具足などが存在した。足軽は歩兵だが、一領具足は乗りかえ馬をもたないものの、乗馬をしていたことが『土佐物語』において記述されており、一領具足は歩兵の上位である騎兵としての役割がみられる。
概念によっては、雑兵（雇い兵）と混同されることが多いが、足軽は正式に登録された下級武士であり、雑兵は戦いがあるたびに金銭で雇われる軍兵のことである。
戦国期における足軽による分捕り行為については、海外の資料にも残り、ルイス・フロイスの『日本覚書』1585年6月に「我らにおいては、土地や都市や村落、およびその富を奪う為に戦いが行われる。日本での戦はほとんどいつも小麦や米や大麦を奪う為のものである」と記述され、西洋との行動の違いについて比較している。

## 江戸時代

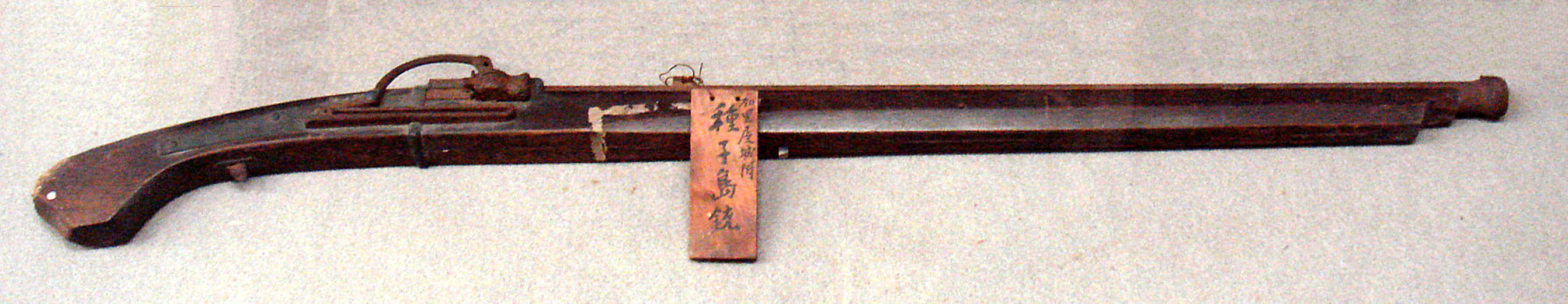
火縄銃（種子島）

戦乱の収束により臨時雇いの足軽は大半が召し放たれ武家奉公人や浪人となり、残った足軽は武家社会の末端を担うことになった。
江戸幕府は、直属の足軽を幕府の末端行政・警備警察要員等として「徒士（かち）」や「同心」に採用した。諸藩においては、大名家直属の足軽は足軽組に編入され、平時は各所の番人や各種の雑用それに「物書き足軽」と呼ばれる下級事務員に用いられた。そのほか、大身の武士の家来にも足軽はいた。足軽は士分と厳しく峻別され、袴や足袋を穿けないなど服装で分かるように義務付けられた。
一代限りの身分ではあるが、実際には引退に際し子弟や縁者を後継者とすることで世襲は可能であり、また薄給ながら生活を維持できるため、後にその権利が「株」として売買され、富裕な農民・商人の次・三男の就職口ともなった。加えて、有能な人材を民間から登用する際、一時的に足軽として藩に在籍させ、その後昇進させる等の、ステップとしての一面もあり、中世の無頼の輩は、近世では下級公務員的性格へと変化していった。
また、足軽を帰農させ軽格の「郷士」として苗字帯刀を許し、国境・辺境警備に当たらせることもあった(在郷足軽)。こうした例に熊本藩の「地筒・郡筒（じづつ・こうりづつ）」の鉄砲隊があり、これは無給に等しい名誉職であった。実際、鉄砲隊とは名ばかりで、地役人や臨時の江戸詰め藩卒として動員されたりした。逆に、好奇心旺盛な郷士の子弟は、それらの制度を利用して、見聞を広めるために江戸詰め足軽に志願することもあった。
江戸時代においては、「押足軽」と称する、中間・小者を指揮する役目の足軽もおり、「江戸学の祖」と云われた三田村鳶魚は、「足軽は兵卒だが、まず今日の下士か上等兵ぐらいな位置にいる。役目としても、軍曹あたりの勤務をも担当していた」と述べているように、準武士としての位置づけがなされた例もあるが、基本的に足軽は、武家奉公人として中間・小者と同列に見られる例も多かった。諸藩の分限帳には、足軽や中間の人名や禄高の記入はなくて、ただ人数だけが記入されているものが多い。或いはそれさえないものがある。足軽は中間と区別されないで、苗字を名乗ることも許されず、百姓や町人と同じ扱いをされた藩もあった。長州藩においては死罪相当の罪を犯した際に切腹が許されず、磔にされると定められており、犯罪行為の処罰についても武士とは区別されていた。

## 幕末・明治時代
幕末になって江戸幕府及び諸藩は、火縄銃装備の「鉄砲組」を廃止し、洋式銃装備の「歩兵隊」や「銃隊」を作る必要に迫られたが、従来の足軽隊は既に整理され事実上消滅し、残りも最低定員で末端役人や治安警備担当に振り分けられていたため、新たに人員を募集し戦国時代の足軽隊に似た歩兵部隊を創設した。しかしこれらの身分は足軽より下の中間（ちゅうげん）小者待遇とされた。
明治に至り廃藩置県等の体制の変革により、同心・足軽等一部は邏卒・兵卒・下士官・末端役人として引き続き出仕した。その後、旧武士は士分であったものは「士族」に、足軽身分であったものは「卒族」に分類された。その後、卒族が廃止されたのち卒族のうち上格の者は「士族」その他の者は農工商と同じく「平民」と戸籍に記載されその表記制度は1948年（昭和23年）まで残された。

## 足軽の動員
中世以降、近世の終わりまで一般大衆の動員は工兵･兵站といった後方任務に限られており、彼らの戦闘員としての動員は非常時にしか見られない。戦闘部隊としての戦国時代から江戸時代における足軽の動員は多様な階層からの徴募制が採られており、その召抱える条件も戦時における一時的なものや平時においても雇用され続ける者など様々な待遇が存在した。
この様な動員形態から足軽は傭兵というべき一面も存在する。しかし上述の様に足軽の中には常時雇用される者もおり、そうした者達は実質的には何代も同じ主君に仕え、同時に武士の一員として遇されていた事から傭兵と封建兵の中間に位置する存在と言える。

## 備考
- 近世足軽は大小の二刀を帯し、羽織を着られたが、中間は紺看板に梵天帯、刀一本という拵えであった[20]。中間は二両二分を与えられ、部屋に合宿していたのに対し、足軽は（三両二分から五両二分、脚注を参照）長屋に住居した[21]。また、足軽は苗字を許されていたが、中間は名字も帯刀も許されていない[22]。
- 武家奉公人の中で最下級は小者であり、中間･小者は共に軍役の員外である[23]。それに対し、足軽は軍役の人数に数えられた正式な戦闘員である（中間の戦場の役目として、馬印や盾持ちなどなど）[21]。
- 各藩には、「長柄の者」（三間長柄の槍を持たせ、太平の世では勤務内容が足軽と同じ）と称する卒族があり、準足軽的存在であった[21]。中間･小者は一季半季の雇人だが、長柄の者は終身、あるいは子孫と譜代にも召し使われた[21]。
- 足軽は「大名行列」に参列したが、「代官行列」にも参列している[24]（最低でも70人以上の規模の場合、足軽と中間1人）。
- 戦国期の鉄砲足軽の実力を示す逸話として、『土佐物語』巻第十七には、長宗我部元親の家臣の足軽･俵兵衛が命を受け、魚をくわえて沖へ飛び立つカモメを射殺した。その距離、58間＝約105m。この功績から俵兵衛は、那須与一の逸話とも勝劣あるべからずと評され、羽織を賜り、士分を与えられ、太刀一腰も賜った。

## ギャラリー

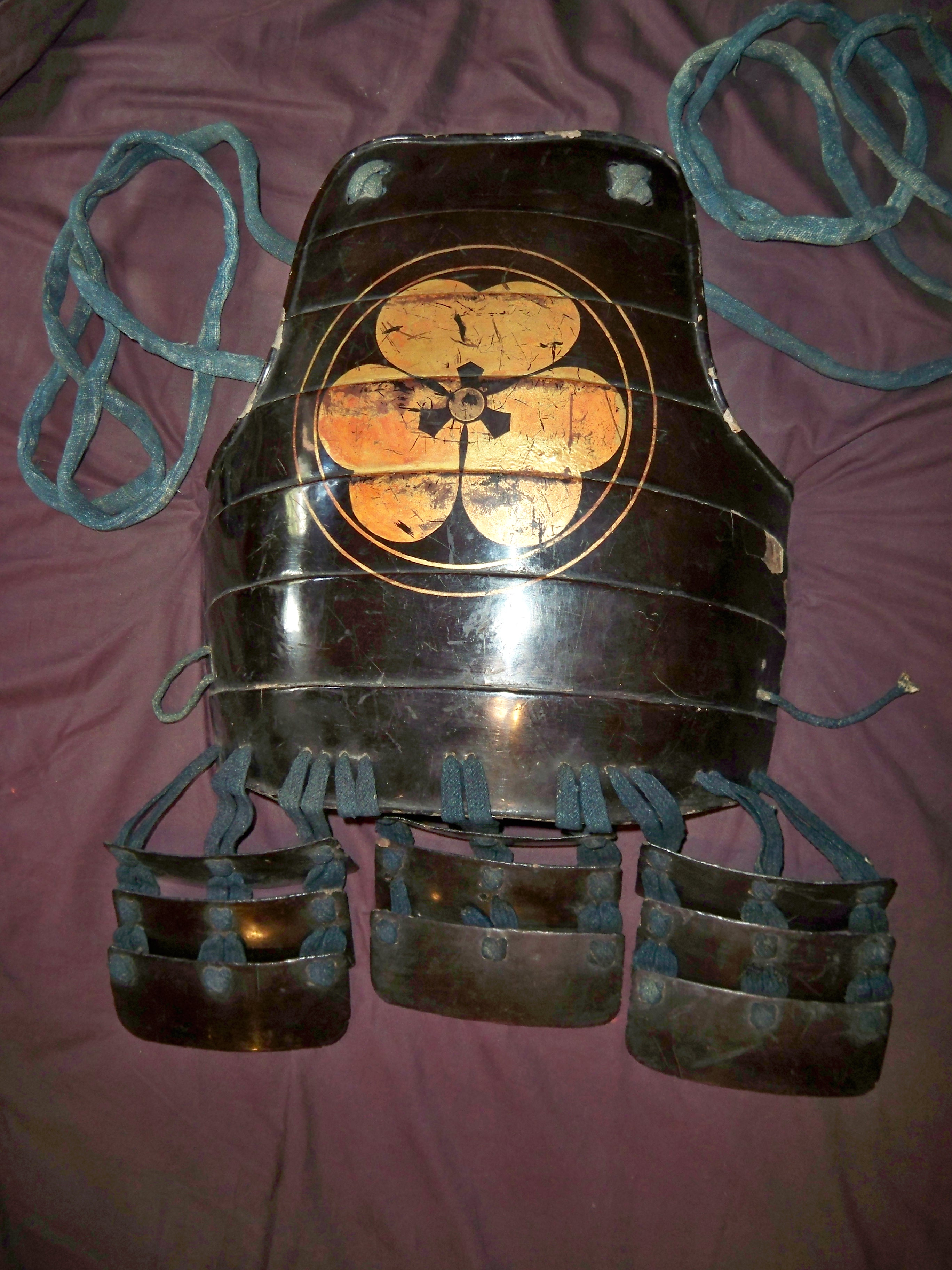
腹当（はらあて）
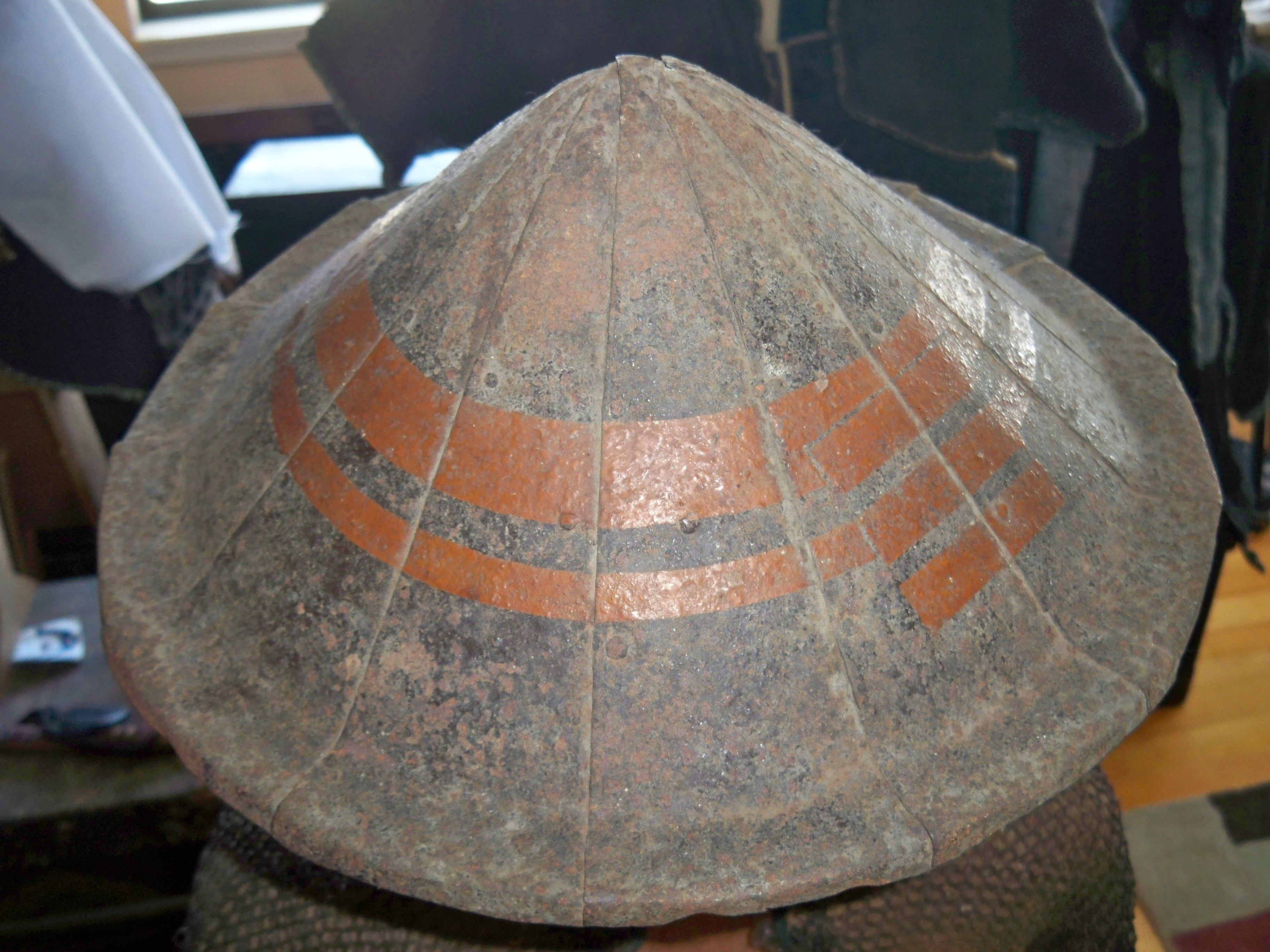
笠（かさ）
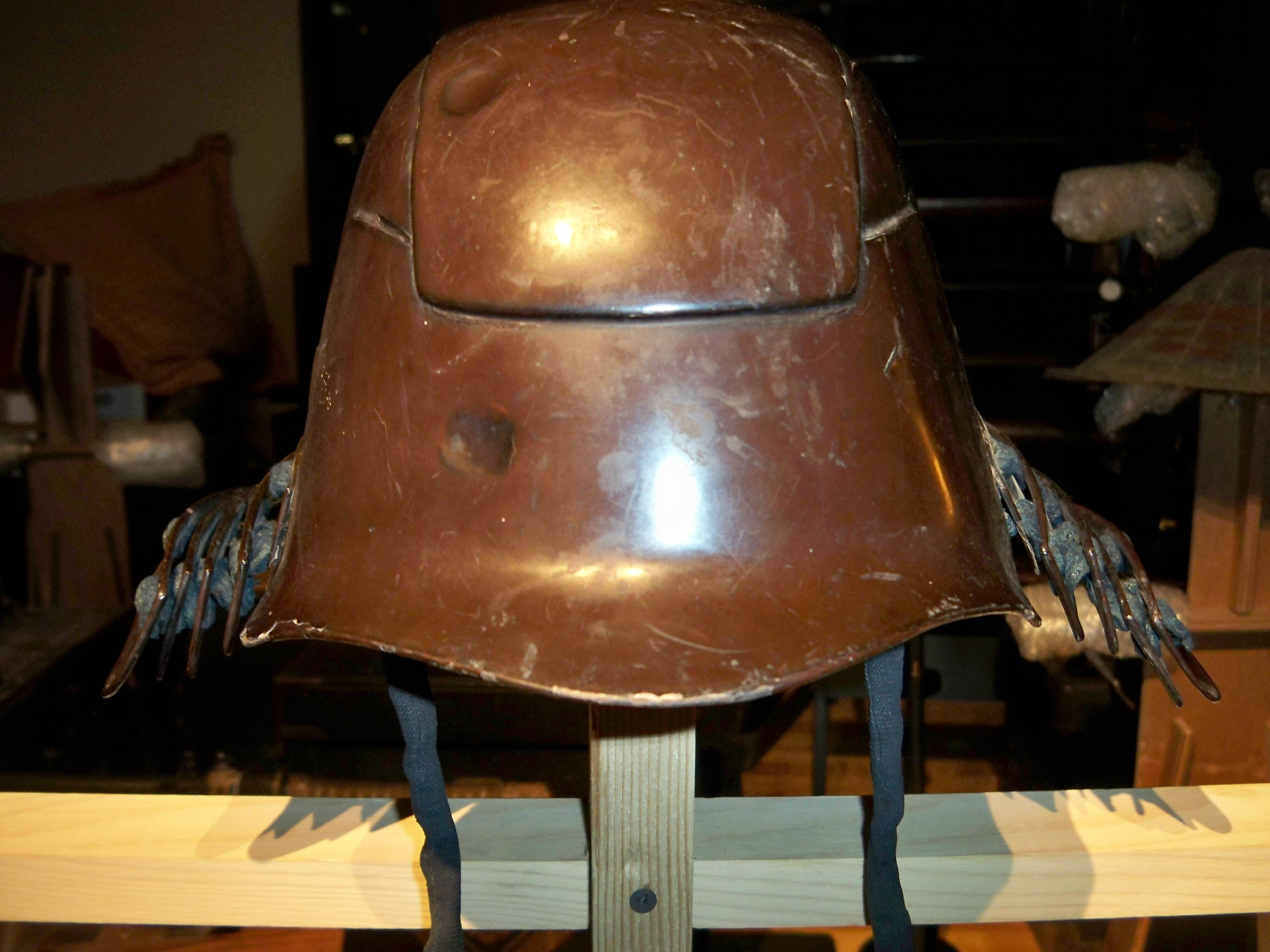
頭形兜（冑、かぶと）
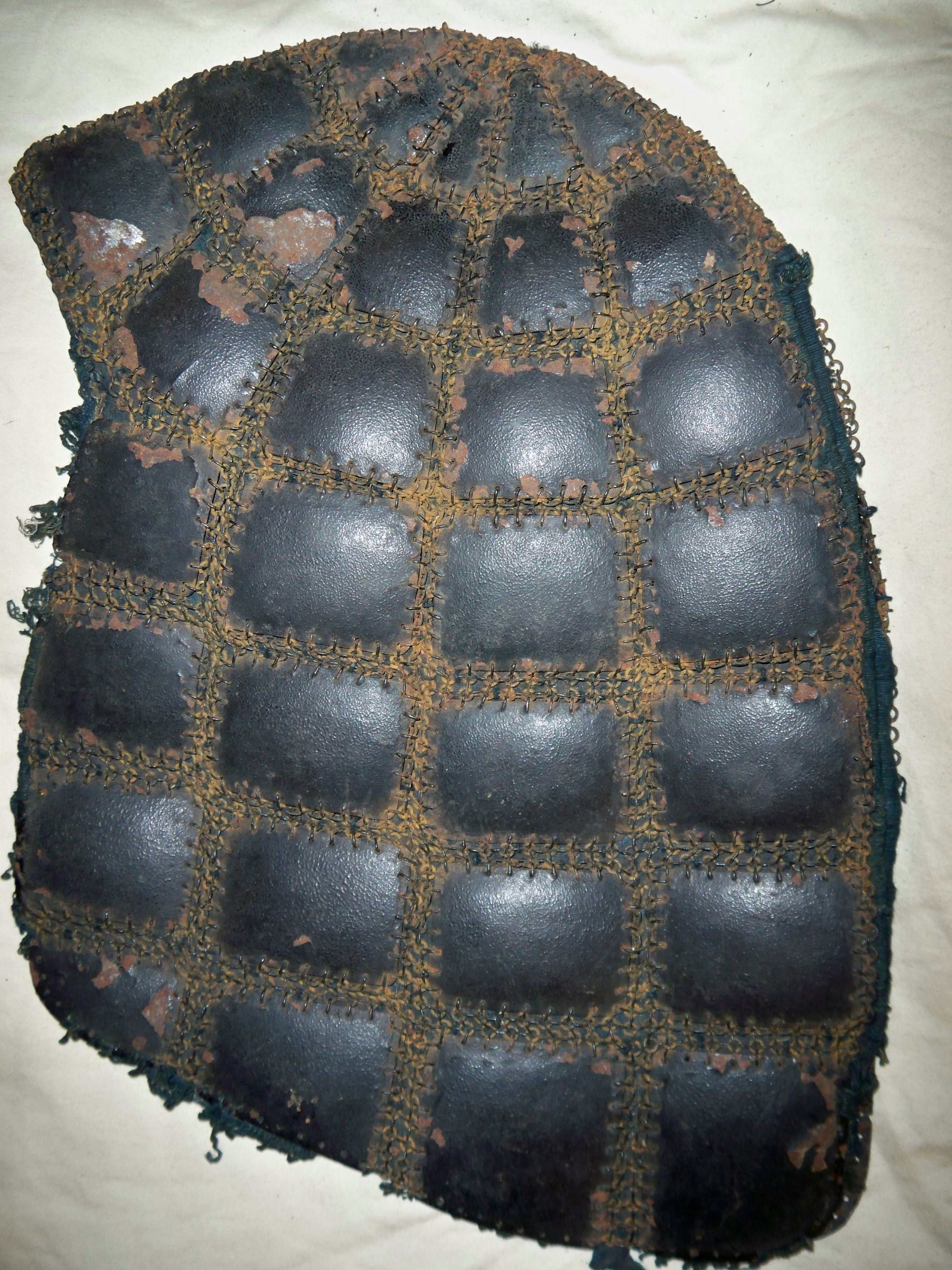
カルタ金（カルタずきん）
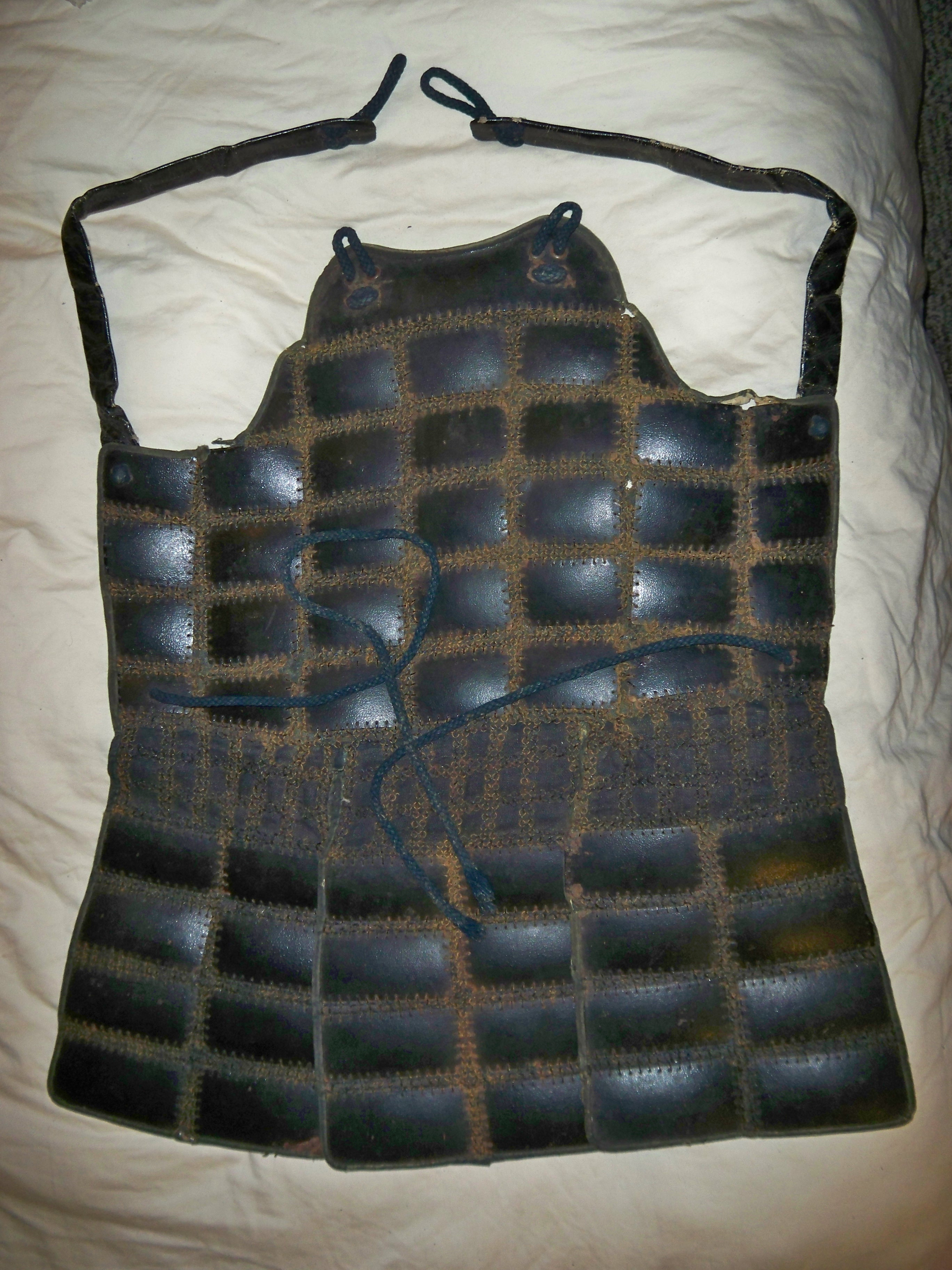
カルタたたみどう
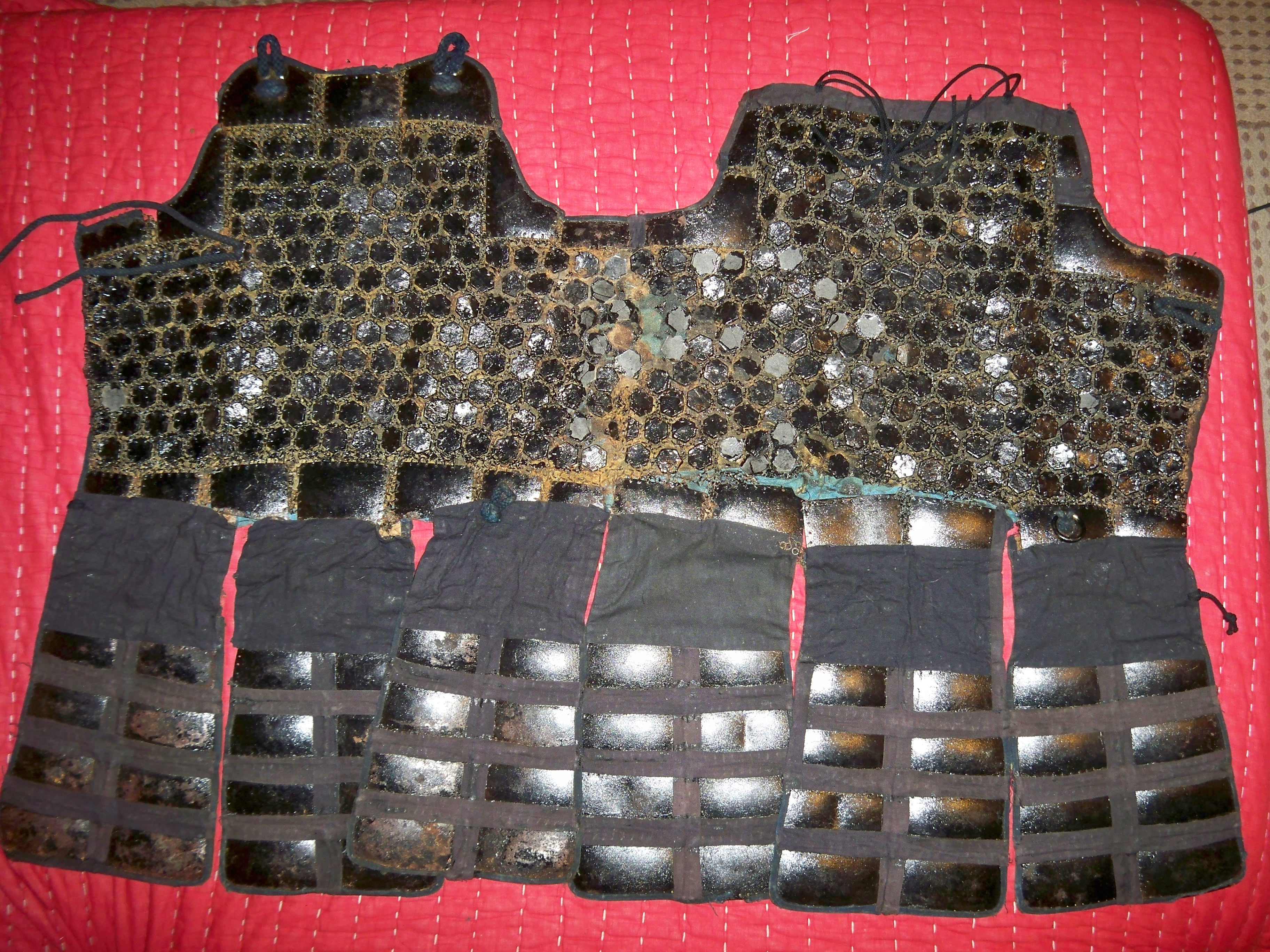
亀甲たたみどう
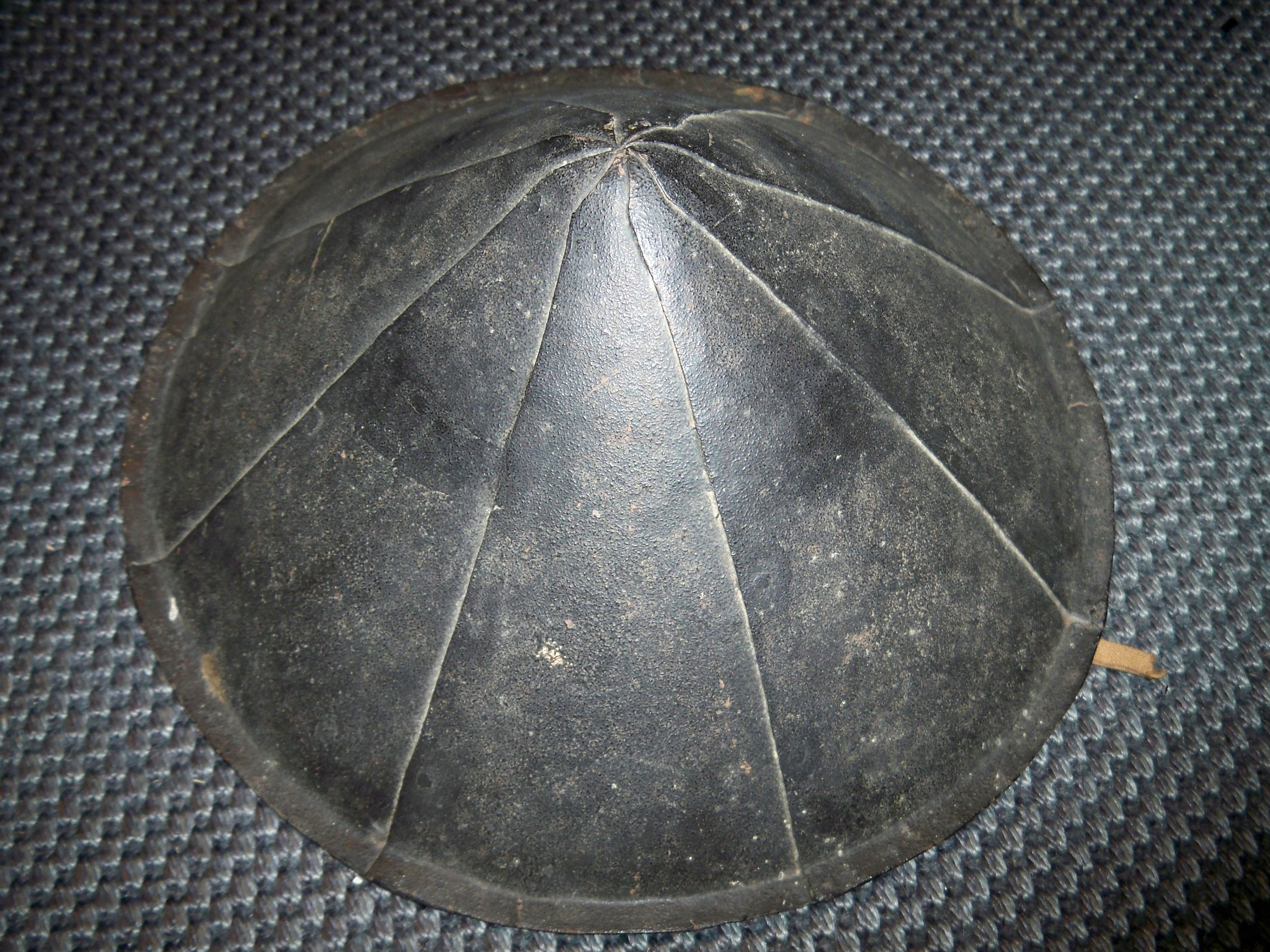
陣笠（じんがさ）
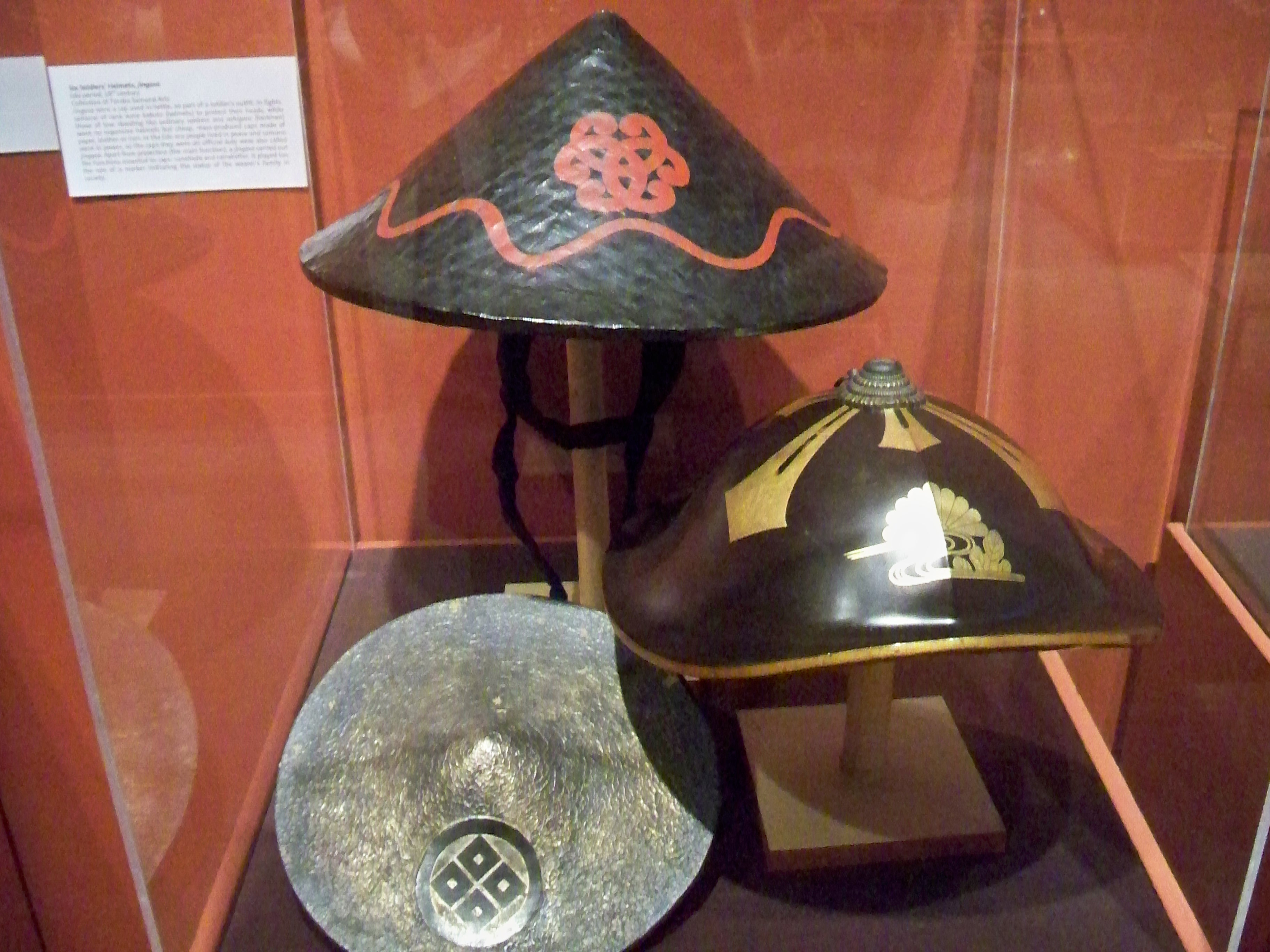
陣笠（じんがさ）